# Madelon (opéra)
Pour les articles homonymes, voir Madelon.
Personnages
- Arthur Landry, cornette de cavalerie (M. Audran, 1er ténor)
- Le Baron de Montaterre (M. Herman-Léon, 1e basse chantante ou baryton)
- Bourgillon, traitant (M. Lemaire, basse comique)
- Joseph, garçon d'auberge (M. Sainte-Foy, 1er ténor comique, jeune Trial)
- Madelon, hôtesse des Rameaux verts (Mlle Lefebvre, 1e chanteuse)
- Mademoiselle Malpart (Mme Mever-Meillet, 1e Dugazon)
- Officiers, dames, garçons d'auberge

Madelon est un opéra-comique en deux actes de François Bazin, sur un livret de Thomas Sauvage. Créée le 26 mars 1852 à l'Opéra-Comique (salle Favart 2), l'œuvre remporte un petit succès.

## Personnages
- Arthur Landry, cornette de cavalerie (Marius Audran, 1er ténor)
- Le Baron de Montaterre (M. Herman-Léon, 1e basse chantante ou baryton)
- Bourgillon, traitant (M. Lemaire, basse comique)
- Joseph, garçon d'auberge (M. Sainte-Foy, 1er ténor comique, jeune Trial)
- Madelon, hôtesse des Rameaux verts (Mlle Lefebvre, 1e chanteuse)
- Mademoiselle Malpart (Mme Mever-Meillet, 1e Dugazon)
- Officiers, dames, garçons d'auberge

## Argument
La scène se passe à Saint-Germain-en-Laye, sous Louis XIII, en 1640 à l'auberge des Barreaux verts.
Nous sommes à l'auberge des Barreaux-Verts, fréquentée par tous les seigneurs et tous les mousquetaires de la cour, à cause de Madelon, la jeune et belle hôtesse de cet heureux cabaret. Madelon est jolie, spirituelle, avenante, tout le monde l'aime; les gentilshommes soupirent après un de ses regards. Il faut dire qu'ils soupirent en vain. Madelon n'a encore donné à personne le droit de se croire préféré.
Certain baron, très suffisant et fort gueux, espère cependant être plus heureux. Ce baron courtise Madelon pour se distraire. A Paris, le baron a laissé une maîtresse fort jalouse et fort redoutable. Mlle Malpart, c'est le nom de cette amazone, tient à être baronne ; mais notre gentilhomme tient aux écus; Or, Mlle Malpart espérait avoir en partage tout le bien d'une cousine à elle, qui par suite d'un désespoir d'amour, avait résolu de prendre le voile. Mais la cousine a changé d'avis, et, avec sa résolution, la fortune de Mlle Malpart s'est envolée. Alors, le baron a pris le parti de s'envoler aussi, et voilà pourquoi vous le trouvez à Saint-Germain courtisant Madelon qui se moque de ses soupirs.
A cet hôtel des Barreaux-Verts se trouve un jeune officier, fort original et fort bourru. Arthur n'aime pas les femmes, il les exècre. Le père d'une de ses cousines, laquelle s'appelait également Mlle Malpart, a dépouillé Arthur de sa fortune. Le père est mort, et Mlle Malpart a soutenu contre Arthur un procès qu'elle a gagné et qui a consommé la ruine du jeune homme. Depuis ce temps-là, Arthur ne peut plus souffrir les femmes. Cette indigne cousine, cette enfant qu'il aimait autrefois a désillusionné le pauvre garçon. Aussi faut-il voir comment Arthur reçoit et traite cette Madelon qui fait tourner toutes les têtes. Il est aisé de voir que Madelon est affligée de ce dédain, que les ridicules brusqueries d'Arthur la désolent; mais Arthur n'y prend pas garde.
Tout à coup on annonce l'arrivée de Mlle Malpart. Le baron qui sait de quoi est capable cette femme vindicative, se sauve ; Arthur, s'imaginant qu'il va voir sa cousine, s'empresse de s'esquiver. Cette demoiselle Malpart vient pour voir à la fois le baron et Arthur : le baron, parce qu'elle le veut pour mari ; Arthur, parce qu'elle a appris que sa cousine prétendait partager avec lui sa fortune. Or, cette fortune, Mlle Malpart en a besoin pour devenir baronne. Mais il y a deux demoiselles Malpart, et c'est là qu'est le secret de la pièce : l'amazone que vous avez vue, et sa cousine Marie, la jeune fille contre laquelle Arthur a plaidé, et qui veut maintenant restituer au jeune homme sa part d'héritage.
Marie n'a accepté le procès que pour défendre la mémoire de son père. Cette seconde demoiselle Malpart, cette Marie dont on parle tant, qu'Arthur n'a pas devinée, et qu'il finit par aimer avant de l'avoir reconnue, c'est Madelon, Madelon elle-même, la belle hôtesse des Barreaux Verts. Tout s arrange facilement une fois l'amour d'Arthur déclaré. Arthur, heureux d épouser Madelon, partage sa fortune avec la jalouse Malpart, qui épouse son baron.
C'est un nouveau et très joli succès pour l'Opéra-Comique. Audran a joué et chanté délicieusement le rôle d'Arthur. Sainte-Foy est ravissant dans un rôle de garçon d'auberge ; il a chanté, entre autres jolies choses, deux couplets qui ont eu les honneurs du bis. Hermann-Léon a donné une excellente et comique physionomie au personnage du baron qu'il chante en artiste consommé. Enfin, Mlle Lefebvre est tout bonnement adorable dans le rôle de Madelon.

## Numéros musicaux
- Ouverture

### Premier acte
- Nº1 Chœur d'introduction et couplets
- Nº2 Madrigal : O belle hôtesse
- Nº3 Romance : Regardez, Arthur
- Nº4 Couplets : Me voilà, tralala tralala
- Nº5 Air : Que dites-vous de Monsieur Bourgillon et du Baron
- Nº6 Quintette et air-bouffe : Qu'est cela
- Nº7 Couplets : Je serai baronne
- Nº8 Final : Elle est partie

Entr'acte

### Deuxième acte
- Nº9 Air : C'est singulier, les airs d'héroïne espagnole
- Nº10 Couplets : Madame Lerond, j'en conviens, n'était pas trop fière
- Nº11 Duo : Vous avez vu ma belle hôtesse...
- Nº12 Air : Mépriser la richesse...
- Nº13 Duettino : Vite chez le notaire...
- Nº14 Nocturne : Qui n'a pas fait le beau projet...
- Nº15 Final : Regardez Arthur ces deux fleurs jolies...